# Repinique

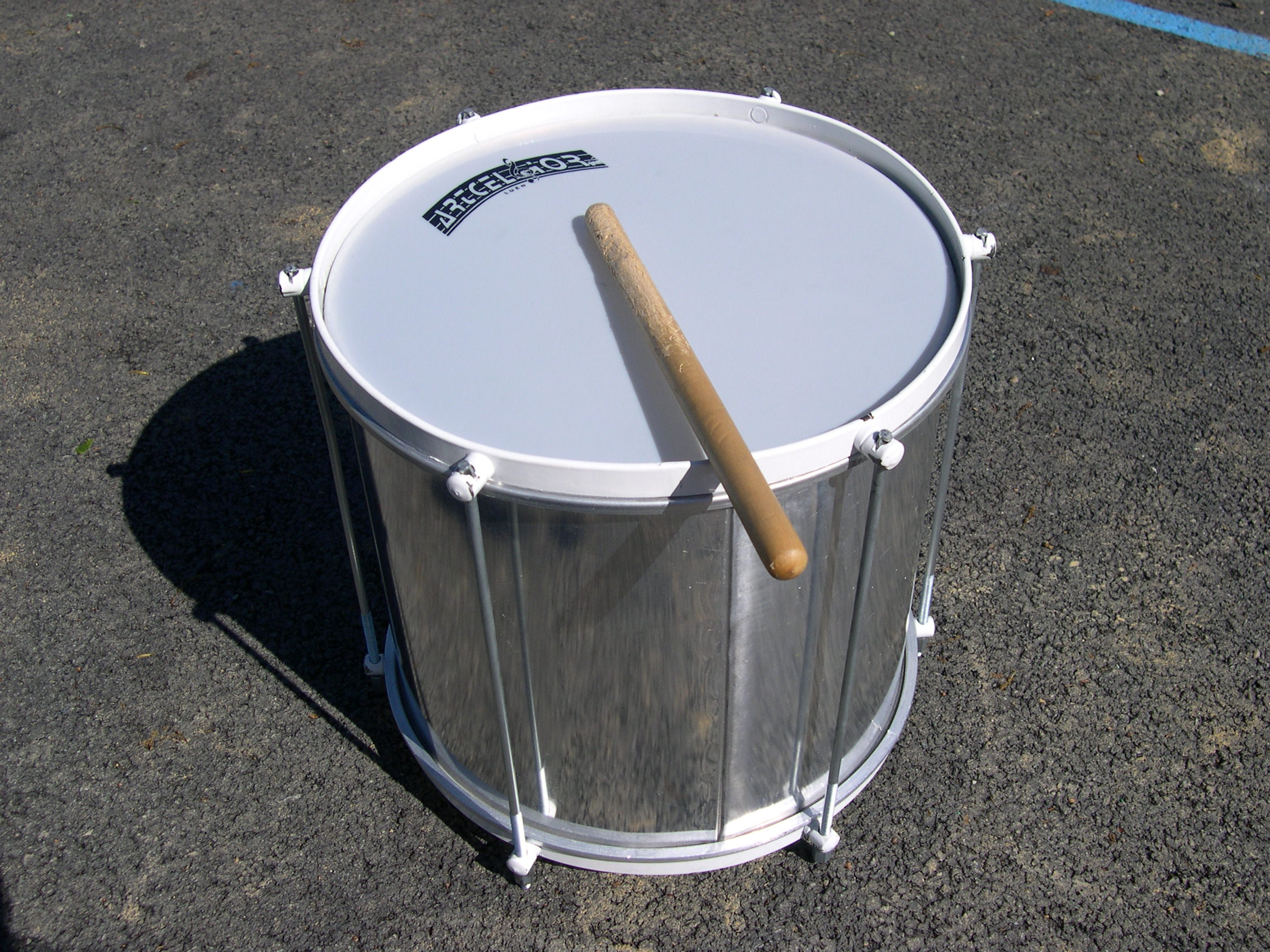
Repinique

El repinique o también llamado repique es un instrumento de percusión cilíndrico de agudo sonido muy seco. El cuerpo está hecho normalmente de madera o metal, y los parches de plástico o cuero.pueden ser de aro 10,11,12 pulgadas 
Es de origen brasileño y se usa tradicionalmente en el samba, donde suele llevar la función de marcar los cortes, break, variaciones.adquiriendo mucho protagonismo. Dependiendo del tipo de samba se toca con una o dos baquetas.sean de madera o varillas de poliamida de nailon.

## Construcción
El repenique posee un cuerpo cilíndrico hecho de madera o metal. Las pieles pueden ser hechas de cuero natural de cabra o buey, o incluso sintéticas (plástico). Son fijadas al cuerpo por anillos de acero galvanizado o aluminio. La tensión es realizada por tirantes de acero tensionados a través de tornillos y tuercas. El diámetro varía entre 20 cm y 35 cm al igual que la altura puede ser de 30 a 40 cm dependiendo de la intensidad que se quiera que el sonido alcance 
.